# Angry Birds (videojuego)
Angry Birds (también conocido como Angry Birds Classic) es un videojuego de puzle de físicas casual de 2009 desarrollado por el desarrollador finlandés Rovio Entertainment. Inspirado principalmente en un boceto de aves estilizadas sin alas, el juego fue lanzado por primera vez para dispositivos iOS y Maemo en diciembre de 2009. Para octubre de 2010, 12 millones de copias del juego fueron compradas de la App Store de iOS y Ovi, lo que llevó al desarrollador a diseñar versiones para otros teléfonos inteligentes con pantalla táctil, en particular los dispositivos Android, Symbian, Windows Phone y BlackBerry 10. La serie se ha expandido para incluir títulos para consolas de videojuegos dedicadas y PC. Una secuela, Angry Birds 2, fue lanzada en julio de 2015 para iOS y Android. Por abril de 2019, el juego original fue removido de la App Store. Una recreación paga del contenido del juego de 2012 fue lanzada como Rovio Classics: Angry Birds el 31 de marzo de 2022, pero después, Rovio mencionó que la removerían de la Google Play Store el 23 de febrero de 2023, y la retitularían como Red's First Flight en la App Store de iOS.
La jugabilidad se centra en los jugadores utilizando una gomera para lanzar a las aves hacia los cerdos verdes colocados en varias estructuras, con la intención de destruir a todos los cerdos en el campo de juego. A medida que los jugadores avancen por el juego, se desbloquearán nuevos tipos de aves (con algunas habilidades especiales que podrán ser activadas por el jugador). Rovio Mobile ha apoyado a Angry Birds con numerosas actualizaciones gratuitas que añaden contenido de juego adicional, y la compañía también ha lanzado versiones independientes de días festivos.
Angry Birds fue finalmente aclamado por los críticos por su éxito en combinar jugabilidad adictiva, estilo cómico y bajo precio en una franquicia viable con potencial de ganancia a largo plazo. La popularidad del juego ha llevado al lanzamiento de juegos de Angry Birds para computadoras personales y consolas de juegos, creó un mercado de mercancía de personajes de Angry Birds, un largometraje animado en 2016, una secuela de dicha película en 2019, y varias temporadas de caricaturas de televisión. La serie de Angry Birds acumuló un total de cinco billones de descargas en todas las plataformas, desde abril de 2022, incluyendo ediciones especiales. Luego de su lanzamiento, el juego original fue llamado «uno de los juegos más mainstream de 2010», «uno de los mejores éxitos de 2010», y «el mayor éxito de las aplicaciones móviles que el mundo haya visto en 2011».

## Jugabilidad
En Angry Birds, el jugador controla a una bandada de aves multicolor que intentan salvar a sus huevos de cerdos verdes. En cada nivel de la jugabilidad, los cerdos se encuentran en las estructuras hechas de varios materiales como madera, vidrio y piedra, asemejándose a los bloques de juguete para niños. El objetivo del juego es eliminar a todos los cerdos del nivel. Utilizando una gomera, los jugadores lanzarán una cantidad limitada de aves con el objetivo de golpear a los cerdos enemigos directamente o dañando sus estructuras, haciendo que los bloques caigan y exploten a los cerdos. El jugador deberá fijar el ángulo y la fuerza del lanzamiento del ave tirando de la gomera (usando controles táctiles intuitivos en las versiones de móvil). El proceso de lanzamiento es rápido y casual, sin información visible de la trayectoria, y el jugador simplemente elegirá un punto en el campo X-Y detrás del punto de lanzamiento de donde se soltará la gomera virtual. En varios niveles del juego, se incorporarán a las estructuras objetos adicionales como cajas de TNT y rocas, y se podrán usar potenciadores para mejorar a las aves y atacar a los cerdos difíciles de alcanzar. Los jugadores también podrán encontrar niveles adicionales escondidos recolectando huevos de oro.
Existen varios tipos diferentes de aves en el juego, que se distinguen por su color y forma. En los primeros niveles solo se encuentra disponible el ave roja conocida como Red. A medida que el jugador avanza por el juego, se desbloquean tipos de aves adicionales. Algunas aves son efectivas contra materiales particulares, y algunas poseen habilidades especiales que podrán ser activadas por el jugador cuando el ave se encuentre en el aire. Por ejemplo, Chuck, un canario rápido; Bomb, capaz de explotar, como el nombre lo sugiere; un ave azul llamada Jay que se separa de sus hermanos, Jake y Jim; Matilda puede soltar un proyectil explosivo con forma de huevo; Stella puede atrapar objetos en burbujas; Hal, un tucán que funciona como boomerang; Terence, quien se ve y funciona de manera similar a Red, pero inflige más daño; y Bubbles se expande y se infla. Los cerdos también varían, con su dureza relativa a su tamaño. Los cerdos pequeños son más débiles y son vencidos fácilmente por golpes directos o estructuras dañadas, mientras que los cerdos más grandes pueden soportar más daño antes de sucumbir. Además, algunos cerdos visten cascos o armadura, volviéndolos más resistentes al daño.
Cada nivel comienza con la cantidad, tipos, y orden de lanzamiento de las aves de forma predeterminada. Si todos los cerdos son eliminados luego de lanzar a la última ave, el nivel queda completado y se desbloqueará el siguiente. Si se gastan todas las aves y los cerdos no fueron vencidos, el nivel se fracasará y deberá repetirse. Se otorgarán puntos por cada cerdo vencido, al igual que por el daño o destrucción de estructuras, y puntos extra por cualquier ave que no se haya usado. Tras completar cada nivel, los jugadores recibirán hasta tres estrellas dependiendo del puntaje recibido. Los jugadores son alentados a repetir cualquier nivel vencido previamente donde no haya ganado tres estrellas para poder dominarlos y obtener el puntaje de tres estrellas.

## Desarrollo
A comienzos de 2009, Rovio se encontraba en bancarrota; el personal comenzó a ver propuestas para juegos potenciales. Una propuesta vino del diseñador de juego senior Jaakko Iisalo en la forma de una captura simulada de unas aves enojadas sin patas ni alas visibles. Aunque la imagen no diera una pista de qué tipo de juego se estaba jugando, al personal le gustó los personajes, y el equipo decidió diseñar un juego en base a ellos. A comienzos del 2009, los juegos de físicas, como Crush the Castle, eran juegos de navegador populares hechos en flash, por lo que el equipo de Rovio se inspiró en esos juegos. Durante el desarrollo de Angry Birds, el personal se dio cuenta de que las aves necesitaban un enemigo. En aquel entonces, la epidemia de la gripe porcina estuvo en las noticias, por lo que el personal hizo que los enemigos de las aves fuesen cerdos.Esta inspiración ha sido discutida en varias ocasiones, con Iisalo negándola diciendo que los cerdos están inspirados en dibujos que él ha hecho a la edad de 10 años.
Angry Birds fue el 52.º juego producido del estudio, y, en su lanzamiento inicial, el juego no vendió muchas copias. Luego de que Angry Birds fuese una aplicación destacada en la App Store de Reino Unido en febrero de 2010 y rápidamente llegara al primer puesto allí, llegó al primer puesto de la App Store de Estados Unidos a mediados del 2010, manteniéndose por 275 días. El costo inicial para desarrollar a Angry Birds se estimó por encima de los €100.000, sin incluir los costos para las actualizaciones posteriores. En términos de distribución de la versión de iOS, Rovio colaboró con el distribuidor Chillingo para distribuir el juego en la App Store. Chillingo dice haber participado en el pulido del juego final, incluyendo las líneas visibles de la trayectoria, la función de acercamiento, los ruidos de los cerdos, y las volteretas de las aves. Desde entonces, Rovio ha distribuido por su cuenta casi todos los demás ports del juego, con la excepción de la versión de PSP, la cual fue producida bajo licencia por Abstraction Games.
Cuando Rovio comenzó a escribir nuevas versiones del juego para otros dispositivos, aparecieron nuevos problemas. A medida que el equipo comenzó a trabajar en una versión para sistemas Android, observaron un gran número de configuraciones de tipos de dispositivo y versiones del software de Android. El número de combinaciones de la versión de software, velocidad de procesador e incluso interfaces de usuario fue significativamente mayor que aquella de la versión de iOS. Finalmente, el equipo se decidió en un conjunto de requisitos mínimos, aunque eso dejara a casi 30 tipos de teléfonos Android incapaces de correr el juego, incluyendo algunos recientemente lanzados. Fue lanzado el 15 de octubre de 2010. Un mes después del lanzamiento inicial en Android, Rovio Mobile comenzó a diseñar una versión ligera del juego para estos dispositivos.
A principios de 2010, Rovio comenzó a desarrollar una versión de Angry Birds para Facebook. El proyecto se convirtió en uno de los más grandes de la compañía, con un desarrollo mayor a un año. La compañía entendía los desafíos de trasplantar un concepto de juego entre plataformas sociales y sistemas móviles/de juego. En una entrevista de marzo de 2011, Peter Vesterbacka de Rovio dijo que «No puedes tomar una experiencia que funciona en un entorno y un ecosistema y forzarlo en otro. Es como Zynga. No pueden simplemente tomar a FarmVille y lanzarlo a los móviles y ver qué queda. Los títulos que fueron exitosos para ellos en móvil son aquellos que se construyeron desde cero para la plataforma». La versión de Facebook incorpora conceptos de juegos sociales y compras dentro del juego, y entró a las pruebas beta en abril de 2011; el juego fue lanzado oficialmente en Facebook en febrero de 2012 como Angry Birds Facebook (después llamado Angry Birds Friends).
Las mejoras para el juego incluyen la capacidad de sincronizar el progreso del jugador en dispositivos múltiples; por ejemplo, un jugador que complete un nivel en un teléfono Android puede loguearse en su copia del juego en una tableta Android y ver las mismas estadísticas y progreso de nivel.

## Lanzamiento
La versión inicial de iOS del juego, que fue lanzada en Finlandia el 1 de diciembre de 2009, y lanzada internacionalmente 10 días después, incluía un único episodio titulado «Poached Eggs» que contenía tres capítulos temáticos, cada uno con 21 niveles. De vez en cuando, Rovio lanzaría actualizaciones gratuitas que incluirían contenido adicional, como niveles nuevos, objetos dentro del juego, e incluso aves nuevas. A medida que se lanzaban las actualizaciones, eran incorporadas a la versión completa del juego para su descarga en la tienda de cada plataforma.
La primera actualización fue lanzada el 11 de febrero de 2010, añadiendo un episodio nuevo llamado «Mighty Hoax», conteniendo dos capítulos nuevos con 21 niveles cada uno. Las actualizaciones lanzadas el 6 de abril de 2010 añadieron la característica de los huevos de oro, que se encontraban escondidos a lo largo del juego y desbloquearían contenido extra al ser encontrados, y un episodio nuevo llamado «Danger Above», que contenía en un principio un único capítulo de 15 niveles, lanzado el 23 de abril en la versión 1.3.0. Dos actualizaciones posteriores (lanzadas en la versión 1.3.2 el 18 de mayo de 2010, y la versión 1.3.3 el 22 de junio de 2010, respectivamente) añadieron dos capítulos más a «Danger Above», cada uno con 15 niveles. El episodio «The Big Setup», lanzado el 16 de julio de 2010, en la versión 1.4.0, añadió un capítulo nuevo con 45 niveles y niveles adicionales de huevos de oro.
Un quinto episodio, llamado «Ham 'Em High», lanzado el 23 de diciembre de 2010, como celebración del primer año del juego en la App Store de iOS.«Ham 'Em High» contenía 15 niveles con temática del lejano oeste en un único capítulo; las actualizaciones del 4 de febrero de 2011 y el 17 de marzo de 2011 añadieron un capítulo nuevo de 15 niveles cada una. «Ham 'Em High» también introdujo a Mighty Eagle, una nueva ave que podrá usarse una vez por hora para poder terminar cualquier nivel sin completar. Mighty Eagle también puede usarse en niveles previamente completados, sin el límite de un uso por hora, para jugar un minijuego llamado «destrucción total», donde el jugador intenta destruir la mayor parte posible del escenario, tanto con las aves estándar como Mighty Eagle, y alcanzar el 100% de la destrucción le otorgará al jugador una pluma de Mighty Eagle para el nivel.
Mighty Eagle es ofrecido como una compra de una sola vez dentro del juego, y estuvo disponible únicamente para iOS en un principio, ya que los clientes de la App Store tienen cuentas de iTunes con tarjetas de crédito precargadas. A finales de 2011, Rovio también añadió a Mighty Eagle a la versión de Chrome del juego. Rovio comenzó las pruebas para una actualización de Android llamada «Bad Piggy Bank», con el servicio wireless Elisa en Finlandia y T-Mobile, que permite a los usuarios cargar las compras dentro de la aplicación, como Mighty Eagle, a sus cuentas de teléfono. El servicio entró en funcionamiento en Android con el lanzamiento de la versión 2.2.0 en agosto de 2012, usando el sistema de transacciones de Google Play, que admite tanto facturas móviles como tarjetas de crédito, permitiendo que los teléfonos Android como las tabletas únicamente con WiFi puedan desbloquear estas características. Esta versión también añadió potenciadores de la versión de Facebook y añadió la opción de pagar para quitar los anuncios, permitiendo a los jugadores de Android disfrutar del juego sin anuncios como los jugadores de iOS.
El sexto episodio, «Mine and Dine», fue lanzado el 16 de junio de 2011, con 15 nuevos niveles con temática de minería y un nuevo huevo de oro. Una actualización del 25 de julio de 2011 incorporaría 15 niveles más, y el 25 de agosto de 2011, una actualización concluyó «Mine and Dine» con sus últimos 15 niveles.
La séptima actualización, «Birdday Party», fue lanzada el 11 de diciembre de 2011 para conmemorar el segundo aniversario del primer lanzamiento de la versión de iOS a la App Store de iTunes. Incluyó 15 nuevos niveles con temática de pastel de cumpleaños, al igual que gráficos actualizados y la incorporación de elementos de los juegos spin-off, como la pantalla de puntaje de Angry Birds Rio y la introducción de «Bubbles», el ave naranja que apareció por primera vez en Angry Birds Seasons. La actualización fue lanzada posteriormente para Android y Microsoft Windows. La octava actualización fue lanzada en un principio para iOS el 20 de marzo de 2012, en preparación para el lanzamiento de Angry Birds Space. La nueva actualización incluía un tutorial animado, jugabilidad mejorada, nuevos gráficos de interfaz de usuario, y los primeros 15 niveles de «Surf and Turf», el episodio exclusivo de Angry Birds Facebook; otros 15 niveles fueron añadidos después el 2 de agosto de 2012, con la versión de iOS recibiendo potenciadores vistos por primera vez en la versión de Facebook.
El 9 de octubre de 2012, el capítulo final de «Surf and Turf» fue lanzado, junto con un episodio nuevo llamado «Bad Piggies», que tenía la intención de publicitar el nuevo juego de Rovio, Bad Piggies. Otra actualización fue lanzada el 11 de diciembre de 2012, el tercer aniversario del lanzamiento del juego, con 15 niveles nuevos para «Birdday Party» y 15 niveles nuevos para «Bad Piggies». El segundo conjunto de 15 niveles en «Birdday Party» introdujo a «Stella», el ave rosada del juego. Los últimos 15 niveles fueron lanzados para el episodio «Bad Piggies» el 7 de marzo de 2013. El mismo día que se lanzaron estos últimos 15 niveles, Angry Birds se convirtió en la «aplicación gratuita de la semana» en la Apple App Store hasta el 14 de marzo de 2013, y se convirtió en un éxito instantáneo en los gráficos de aplicaciones gratuitas de la App Store hasta el 18 de marzo de 2013, cuando la aplicación volvió al precio normal de $0,99.
El 17 de junio de 2013, Rovio reveló en su página de Facebook que Red, el protagonista principal del juego, recibiría una habilidad en un episodio nuevo. El 26 de junio de 2013, Rovio lanzó un video de YouTube, descubriendo tres hechos nuevos: el episodio se llamaría «Red's Mighty Feathers», la actualización saldría en julio, y el ícono de la aplicación de Angry Birds tendría un nuevo diseño. El 3 de julio de 2013, la actualización fue lanzada, con quince niveles con jugabilidad nueva. En lugar de derribar los castillos de los cerdos, el objetivo del jugador sería evitar que los cerdos roben el huevo y abandonen el campo de juego con él. Los cerdos vendrían en oleadas de vehículos complicados, y la única ave disponible sería Red, cuya habilidad nueva es apuntar al cerdo más cercano. No existe un puntaje, y las tres estrellas son otorgadas al completar tres objetivos en un solo intento. El primer objetivo es terminar el nivel sin que roben el huevo. El segundo es explotar a todos los cerdos en el nivel. El tercero es usar una cantidad menor o igual a un número fijo de aves para terminar el nivel. Debido a que algunas personas se mostraron escépticas por la nueva jugabilidad, Rovio anunció después que agregarían niveles al episodio basados en el estilo de nivel original. El 16 de septiembre de 2013, Rovio añadió 15 niveles al episodio usando el estilo original, y estos niveles incluían la capacidad de apuntar manualmente a Red. El 26 de noviembre de 2013, Rovio añadió un episodio de 30 niveles llamado «Short Fuse» que transforma las explosiones de Bomb en pulsos eléctricos muy destructivos, añade un potenciador que transforma a cualquier ave en un ave bomba, y 3 pociones diferentes que pueden cambiar a los cerdos.
El 11 de diciembre de 2013, Rovio añadió 15 niveles al episodio Birdday Party (pastel número 4) para celebrar su cuarto cumpleaños. El 4 de marzo de 2014, se añadieron 15 niveles finales a «Short Fuse» y los íconos de potenciadores fueron actualizados. El 22 de julio de 2014, un episodio de 15 niveles titulado «Flock Favorites», inspirado en los episodios favoritos de los fanes (Poached Eggs, Danger Above, Mine and Dine, Bad Piggies, Red's Mighty Feathers, Short Fuse, y Surf and Turf) fue añadido. El 23 de noviembre de 2014, en colaboración con (RED) y Apple Inc., una actualización para la aplicación fue lanzada como exclusiva para iOS. En esta actualización, se añadió un huevo de oro especial con temática de (RED) y el poder de Red del episodio «Red's Mighty Feathers» como un potenciador independiente que, al ser comprado, podría ser usado de forma indefinida (1 uso por nivel), y el 100% del dinero iría al fondo mundial para acabar con el SIDA. Esta compra solo estuvo disponible hasta el 7 de diciembre de 2014.
El 11 de diciembre de 2014, en honor al quinto cumpleaños de Angry Birds, un episodio de 30 niveles inspirados por usuarios fueron añadidos. El 23 de junio de 2015, «Flock Favorites» recibió 15 niveles finales inspirados en episodios previos. El 11 de diciembre de 2015, en honor al sexto cumpleaños de Angry Birds, se añadieron 15 niveles al episodio «Birdday Party». El 10 de noviembre de 2016, se lanzaron 21 niveles en un episodio titulado «Bird Island» que promovía la película de Angry Birds, aunque los niveles no se desbloquearían para los jugadores hasta el 17 de noviembre.
El 10 de diciembre de 2016, en honor al séptimo cumpleaños de Angry Birds, se lanzaron 15 niveles más para «Birdday Party» (pero los niveles no se desbloquearían hasta el 17 de diciembre). En los siguientes meses, un episodio nuevo titulado «Piggy Farm» sería lanzado como un conjunto de 15 niveles el 27 de febrero de 2017, con dos actualizaciones siguientes el 30 de marzo de 2017 y el 16 de mayo de 2017, proporcionando los siguientes 15 niveles y los últimos 15 niveles, respectivamente. En la actualización del 16 de mayo también se añadió un sistema de moneda virtual al juego, en el cual se obtiene un dinero por medio de la jugabilidad (o acumulado por medio de compras dentro del juego) y se puede usar para comprar potenciadores y otros ítems dentro del juego. La siguiente actualización, que lanzó los primeros 15 niveles del último capítulo «Jurassic Pork» y sirvió para concluir la trama sin resolver en «Piggy Farm», llegó el 23 de agosto de 2017, seguida por una actualización de 15 niveles más de «Jurassic Pork» el 15 de septiembre de 2017. Los últimos niveles de «Jurassic Pork» y los niveles más recientes del juego serían lanzados en un conjunto de 16 niveles el 20 de noviembre de 2017. A pesar del 8.º aniversario inminente del juego, no se lanzarían nuevos niveles de «Birdday Party», y todas las actualizaciones posteriores hasta la retirada del juego en 2019 solo contarían con arreglos de bugs.

### Ports
Desde su lanzamiento inicial para el dispositivo multimedia de internet Nokia N900, y en los dispositivos digitales móviles iPhone y iPod Touch de Apple, Rovio ha lanzado versiones de Angry Birds para dispositivos adicionales. Una versión exclusiva de iPad, Angry Birds HD, fue lanzada con el dispositivo digital móvil iPad en abril de 2010. En agosto de 2010, Angry Birds fue lanzado para el sistema operativo web de Palm por medio de su tienda en línea. Los teléfonos Symbian recibieron una versión del juego en octubre de 2010, que incluye en un principio los episodios de «Poached Eggs» y «Might Hoax» únicamente. Angry Birds funciona en Kindle Fire y Kindle Fire HD.
En mayo de 2010, Rovio anunció planes para una versión para dispositivos con el sistema operativo Android, con una versión beta siendo lanzada por medio del Android Market (ahora Google Play) en septiembre de 2010. La versión completa de Android del juego fue lanzada por primera vez en GetJar en octubre de 2010, aunque fue lanzada posteriormente en Android Market a los pocos días. Rovio notó que GetJar tenía un alcance global mayor al de Android Market, y la disponibilidad de GetJar en otras plataformas de teléfonos inteligentes (incluyendo a Symbian) facilitaría la promoción entre plataformas del juego. A diferencia de las versiones previas, Angry Birds para Android es una aplicación gratuita mantenida con anuncios, ya que las aplicaciones pagas no se encontraban disponibles en Android en algunos países. Una actualización llamada «Bad Piggy Bank» le permitió a los jugadores pagar para no ver más anuncios.
En octubre de 2010, Microsoft sugirió en uno de sus sitios web que una versión de Windows Phone de Angry Birds se encontraba en desarrollo. Rovio se quejó de que Microsoft no había pedido permiso para hacer tal declaración, señalando que en aquel entonces no se había comprometido a diseñar una versión de Windows Phone. Rovio le pediría a Microsoft que revise su página para remover referencias del juego, y finalmente se lanzó una versión de Windows Phone en junio de 2011.
Un port de Angry Birds fue planeado para su lanzamiento en la Nintendo DSi y en la Wii como un juego de DSiWare en la primera y como un juego de WiiWare en la última, pero fue cancelado posiblemente debido al lanzamiento de la Nintendo 3DS en 2011 con su «3D sin lentes». Sin embargo, el juego sería lanzado como parte de Angry Birds Trilogy en otras consolas y la consola posterior.
A finales de 2010, Rovio declaró que se encontraba desarrollando nuevos ports del juego, esta vez para dispositivos fuera del mercado de teléfonos móviles. En enero de 2011, se lanzaron tres de estos ports. Primero, Sony anunció el lanzamiento de Angry Birds para su sistema PlayStation Portable en forma de un juego PlayStation mini que incluye casi 200 niveles del juego original; esta versión también es jugable en la PlayStation 3. Después, Rovio anunció el lanzamiento de la versión de Windows del juego el 4 de enero de 2011, a la venta exclusivamente desde el Intel AppUp center, que incluía 195 niveles en su lanzamiento y planes de características exclusivas no disponibles en versiones de celular. Un día después del lanzamiento de la versión de Windows, se lanzó la App Store de Mac, con una de sus primeras ofertas siendo su propia versión de Angry Birds. Ports de Angry Birds también fueron propuestos para los sistemas de Wii y Nintendo DS, con la primera volviéndose una realidad por medio de Angry Birds Trilogy. Una versión con mejora 3D del juego fue propuesta para su lanzamiento en el LG Optimus 3D en octubre de 2011.
La popularidad de Angry Birds ayudó a difundir el juego a otros dispositivos que no fueron diseñados como máquinas de juegos en un principio. Barnes & Noble anunció que una actualización futura de su e-reader Nook permitiría al dispositivo basado en Android correr aplicaciones, incluyendo un port de Angry Birds. En junio de 2011, Rovio anunció planes para colaborar con Roku para incluir una versión de Angry Birds en un nuevo modelo de su decodificador de televisión Roku 2 XS que corre con Roku OS.
En mayo de 2011, una versión de navegador de HTML5 de Angry Birds fue lanzada en forma beta. El juego utiliza WebGL o Canvas y es distribuido por medio de la Chrome Web Store para su uso en el navegador Google Chrome. Corre en cualquier navegador que admita WebGL o Canvas, y dispone de contenido exclusivo al ser jugado en Chrome, como los niveles exclusivos y las llamadas «bombas Chrome». La versión incluye jugabilidad local y dispone de jugabilidad a 60 cuadros por segundo con una configuración gráfica para acomodarse a la variedad de capacidades de hardware.
En octubre de 2011, durante el Nokia World 2011, se anunció que Angry Birds vendría precargado en series 40 de Nokia, apuntando a mercados emergentes como India, China y Sudáfrica. En diciembre de 2011, Rovio lanzó Angry Birds HD, Angry Birds Seasons HD, y Angry Birds Rio HD en la tableta BlackBerry PlayBook de Research In Motion. En enero de 2012, Angry Birds fue lanzado para los dispositivos con Bada OS.
En febrero de 2012, Angry Birds hizo oficial su debut en Facebook. Se lo conoce como Angry Birds Friends desde el 23 de mayo de 2012. La versión fue lanzada con dos capítulos del juego original, junto con el capítulo exclusivo «Surf And Turf». La versión de Facebook agrega un número de ítems potenciadores nuevos, con un máximo de dos en uso por nivel. Por ejemplo, el potenciador de poción de poder (conocido previamente como las supersemillas) hará que el ave lanzada sea más grande y más fuerte, mientras que la gomera del rey vuelve más fuerte a la gomera y la hace capaz de lanzar aves más alto y rápido. Los potenciadores pueden ser comprados dentro del juego o regalados a los amigos que también jueguen el juego. «Surf and Turf» sería incluido más tarde en las versiones originales de móvil del juego, empezando con iOS. La versión de Facebook cuenta con torneos semanales con amigos, donde los mejores 3 ganarán «monedas ave» dentro del juego, que se podrán usar para comprar potenciadores. Hubo un episodio con temática de Green Day en la versión de Facebook del juego; sin embargo, fue removido en diciembre de 2012.
En la Electronic Entertainment Expo de 2012 en Los Ángeles, California, Rovio y su compañero de distribución Activision anunciaron planes para traer a Angry Birds y dos de sus juegos spin-off, Angry Birds Seasons y Angry Birds Rio, a los sistemas de PlayStation 3, Xbox 360 y Nintendo 3DS. Empaquetados juntos como Angry Birds Trilogy, los juegos fueron hechos específicamente para sus respectivas consolas, aprovechando sus características únicas, como el soporte de PlayStation Move, Kinect, las altas definiciones, y gráficos 3D sin lentes. Trilogy también fue porteado a la Wii y Wii U casi un año después.
Una versión con controles por movimiento del juego también fue lanzada como aplicación de Samsung Smart TV.
El 28 de abril de 2015, también se anunció que el juego sería lanzado en teléfonos Tizen con la tecnología de emulación Application Compatibility Layer (ACL) de OpenMobile.

### Rovio Classics: Angry Birds
A principios de 2019, varios juegos de la franquicia, incluyendo al título original, fueron removidos inexplicablemente de la App Store y Google Play. Los fanes del juego original adoptaron el hashtag #BringBack2012 para exigir que se relistaran los juegos retirados. En respuesta a la campaña, Rovio explicó la retirada de los juegos en un posteo de blog citando problemas de software y un vencimiento de acuerdos de licencia. El 31 de marzo de 2022, Rovio lanzó una nueva versión del juego original titulada Rovio Classics: Angry Birds dirigido a sus viejos fanes. Es un remake del juego de 2012, reemplazando el motor con Unity para ser compatible con dispositivos nuevos y futuros. Este remake también carece notablemente de microtransacciones y anuncios a cambio de un modelo de ingreso más tradicional.
En febrero de 2023, Rovio anunció que Rovio Classics: Angry Birds sería delistado de la Google Play Store y renombrado Red's First Flight en la App Store. De acuerdo con Rovio, las retiradas y renombres «se debieron al impacto del juego y nuestro portafolio más amplio de juegos».

## Recepción
En las reseñas, Angry Birds fue elogiado por los críticos. Chris Holt de Macworld llamó al juego «un juego de puzle adictivo, astuto y desafiante», y Keith Andrew de Pocket Gamer dijo que Angry Birds es «una pepita de pureza desconcertante con sabor en abundancia». Jonathan Liu de Wired News escribió que «ir por el máximo número de estrellas sin duda incorpora mucho valor de rejugabilidad a un juego bastante extenso».
Las reseñas de las primeras versiones del juego que no utilizaron pantalla táctil, la versión de PlayStation 3/PSP y la versión de Windows, también fueron positivas, pero con algunos desacuerdos con las diferentes interfaces. Will Greenwald de PC Magazine, en su reseña de la versión de PlayStation Network, dijo que el esquema de control en estas plataformas es bueno, «pero no están cerca de ser tan satisfactorios como los controles de pantalla táctil en las versiones de celular», y que la versión de PlayStation 3 parecía «desagradable, como una pantalla de celular estirada al tamaño de una HDTV». Por el contrario, Greg Miller de IGN prefirió la configuración de control analógico de la versión de PSP, diciendo que «me ofrecía pequeñas variaciones en el control que no siento que obtenga con mi dedo gordo en una pantalla». Mientras le daba una reseña positiva al juego, Miller concluyó que «no se puede negar que Angry Birds es divertido, pero podría tener algo de pulido – como gráficos más nítidos, un mejor precio y acción más fluida». Damien McFerrin del sitio web británico Electric Pig reseñó la versión de PC, diciendo que «el método de control con ratón muestra muchas ventajas distintas sobre la contraparte controlada por el dedo».
Angry Birds también fue descrito críticamente como imposible de entender las reglas de juego por el crítico de juegos Chris Schiller de Eurogamer, teniendo «una actitud despectiva hacia los jugadores, manteniéndolos los suficientemente frustrados para que no apaguen el juego y jueguen otro en su lugar».
Angry Birds se convirtió en la aplicación más vendida en la App Store de Apple en Reino Unido en febrero de 2010, y alcanzó el primer puesto en la App Store en Estados Unidos un par de semanas después, donde se mantuvo hasta octubre de 2010. Desde su lanzamiento, la versión gratuita limitada de Angry Birds fue descargada más de 11 millones de veces para el iOS de Apple, y la versión paga completa fue descargada casi 7 millones de veces para septiembre de 2010. La versión de Android del juego fue descargada más de 1 millón de veces dentro de las primeras 24 horas de su lanzamiento, pero el sitio web se cayó debido al tráfico, y tuvo más de 2 millones de descargas en su primer fin de semana. Rovio recibe aproximadamente 1 millón de dólares por mes en ingresos de los anuncios que aparecen en la versión gratuita de Android.
De acuerdo con Rovio, los jugadores se loguearon por más de 5 millones de horas de juego cada día en todas las plataformas, con la serie teniendo 200 millones de usuarios activos mensuales, desde mayo de 2012. En noviembre de 2010, Digital Trends declaró que «con 36 millones de descargas, Angry Birds es uno de los juegos más mainstream ahora mismo». El blog de noticias de videojuegos MSNBC escribió que «ninguna otra aplicación está cerca» de tener tal seguimiento. Christian Science Monitor remarcó que «Angry Birds ha sido uno de los mayores éxitos de 2010». En diciembre de 2010, en honor al aniversario de un año del lanzamiento de Angry Birds, Rovio Mobile anunció que el juego había sido descargado 50 millones de veces, con más de 12 millones en los dispositivos iOS y 10 millones en Android. Para enero de 2014, la serie de Angry Birds había alcanzado las 2 billones de descargas, incluyendo a Angry Birds, Angry Birds Seasons, Angry Birds Rio, Angry Birds Space, Angry Birds Star Wars I y II, y Angry Birds Go! En el día de Navidad de 2011 solamente, 6,5 millones de copias de varios juegos de Angry Birds fueron descargadas a través de todas las plataformas.
En la historia de la Apple App Store, Angry Birds sostiene el récord de la mayor cantidad de días en la cima de los gráficos de aplicaciones pagas, habiendo estado un total de 275 días en la primera posición; Angry Birds Rio ha estado en el número 1 por un total de 23 días, quedando noveno en la lista. En la lista «iTunes Rewind» de los medios más populares de la iTunes Store de 2011 de Apple, Angry Birds fue la aplicación de iPhone/iPod más vendida en la App Store, y su versión gratuita fue la cuarta más descargada. Las dos versiones de edición especial del juego, Angry Birds Seasons y Angry Birds Rio, también se vieron clasificadas en el top 10 aplicaciones pagas de iPhone/iPod, mientras que las versiones exclusivas de iPad Angry Birds HD fueron las aplicaciones de iPad más vendidas y las más descargadas del año. Mattel también hizo algunos juegos de mesa basados en la aplicación. Estos se llamaron Angry Birds: Knock on Wood, Angry Birds: On Thin Ice, y Angry Birds: Mega Smash.

### Premios
En febrero de 2010, Angry Birds fue nominado al premio al «mejor juego casual» en los International Mobile Gaming Awards en Barcelona, España. En septiembre de 2010, IGN declaró a Angry Birds como el cuarto mejor juego de iPhone de todos los tiempos. En abril de 2011, Angry Birds ganó los premios a «la mejor aplicación» y «aplicación del año» en los UK Appy Awards. En los Webby Awards de 2011, Angry Birds ganó el premio al «mejor juego para dispositivos portátiles».
En los Annual Interactive Achievement Awards (conocidos hoy en día como los D.I.C.E. Awards), Angry Birds HD ganó el premio al «juego casual del año», y también recibió nominaciones por «innovación destacada en el gaming» y al «juego del año». Es la primera aplicación móvil en la historia de la ceremonia en ser nominada al «juego del año».

## Secuela
En 2015, una secuela, Angry Birds 2, fue lanzada, contando con dos aves nuevas, Silver y Melody, al igual que un cerdo jugable llamado Leonard, quien proviene de las películas de Angry Birds.